# Lamia El Solh
 (avril 2024).
La mise en forme du texte ne suit pas les recommandations de Wikipédia : il faut le « wikifier ».
Les points d'amélioration suivants sont les cas les plus fréquents :
- Les titres sont pré-formatés par le logiciel. Ils ne sont ni en capitales, ni en gras.
- Le texte ne doit pas être écrit en capitales (les noms de famille non plus), ni en gras, ni en italique, ni en « petit »…
- Le gras n'est utilisé que pour surligner le titre de l'article dans l'introduction, une seule fois.
- L'italique est rarement utilisé : mots en langue étrangère, titres d'œuvres, noms de bateaux, etc.
- Les citations ne sont pas en italique mais en corps de texte normal. Elles sont entourées par des guillemets français : « et ».
- Les listes à puces sont à éviter, des paragraphes rédigés étant largement préférés. Les tableaux sont à réserver à la présentation de données structurées (résultats, etc.).
- Les appels de note de bas de page (petits chiffres en exposant, introduits par l'outil «  Source ») sont à placer entre la fin de phrase et le point final[comme ça].
- Les liens internes (vers d'autres articles de Wikipédia) sont à choisir avec parcimonie. Créez des liens vers des articles approfondissant le sujet. Les termes génériques sans rapport avec le sujet sont à éviter, ainsi que les répétitions de liens vers un même terme.
- Les liens externes sont à placer uniquement dans une section « Liens externes », à la fin de l'article. Ces liens sont à choisir avec parcimonie suivant les règles définies. Si un lien sert de source à l'article, son insertion dans le texte est à faire par les notes de bas de page.
- La présentation des références doit suivre les conventions bibliographiques. Il est recommandé d'utiliser les modèles {{Ouvrage}}, {{Chapitre}}, {{Article}}, {{Lien web}} et/ou {{Bibliographie}}. Le mode d'édition visuel peut mettre en forme automatiquement les références.
- Insérer une infobox (cadre d'informations à droite) n'est pas obligatoire pour parachever la mise en page.

Pour une aide détaillée, merci de consulter Aide:Wikification.
Si vous pensez que ces points ont été résolus, vous pouvez retirer ce bandeau et améliorer la mise en forme d'un autre article.
Titre
Princesse consort du Maroc
La princesse Lalla Lamia (arabe : لَالَّة لمياء); née Lamia El Solh à Beyrouth, le 4 août 1937,, est une personnalité libanaise. Elle est la veuve du prince Moulay Abdellah du Maroc et la mère de la princesse Lalla Zineb et des princes Moulay Hicham et Moulay Ismail.

## Biographie
Née le 4 août 1937, Lamia est la deuxième née des cinq filles du premier ministre du Liban, Riad El Solh et de son épouse Fayza El Jabiri. Alors qu’elle n’avait que 14 ans, son père est assassiné lors d’un attentat commit par des membres du Parti social-nationaliste syrien. Elle a étudié à La Sorbonne à Paris ou elle obtient une licence de lettres en 1959,,.

## Patronage
Elle est présidente de l’Organisation alaouite pour la promotion des aveugles au Maroc (OAPAM), depuis 1967, date de sa création,.
En décembre 2023, un hommage lui a été rendu à Rabat par l’Association Baouabate Fès, en reconnaissance de son action en faveur l’intégration sociale  des non et malvoyants. Sous son impulsion, l’OAPAM a développé un réseau de 13 établissements spécialisés répartis à travers le Royaume, offrant un enseignement du primaire jusqu’au baccalauréat. Plus de 1 500 lauréats des instituts de l’OAPAM ont ainsi intégré avec succès les secteurs public et privé, occupant des postes tels qu’avocat, kinésithérapeute ou enseignant.
En outre, l’Association Baouabate Fès lui a décerné le trophée « Porte de Fès ».

## Mariage
Elle rencontre son futur époux, le prince Moulay Abdellah, à Paris lorsqu'elle est étudiante à La Sorbonne. Ils se fiancent à Beyrouth le 5 novembre 1959,. À Rabat, le 9 novembre 1961, Lamia, âgée de 24 ans, épouse le prince Moulay Abdellah du Maroc, lors d'une double cérémonie nuptiale avec Latifa Amahzoune la mariée de son beau-frère le roi Hassan II. À la suite de son entrée dans la famille royale, elle devient Lalla Lamia et Hassan II lui octroie le titre de princesse et le traitement d'altesse,. Trois enfants sont nés de leur union :
- le prince Moulay Hicham (4 mars 1964) ;est + connu comme prince rouge ;
- le prince mulay ismail (31décembre1981

## Titulature
- 9 novembre 1961 – : Son Altesse la princesse Lalla Lamia.

## Honneur
- Ordre de Souveraineté du Maroc (2007) : Elle a été honorée de la deuxième classe de cet ordre par le roi Mohammed VI, soulignant son engagement pour la protection des aveugles au Maroc[13].